# 34e législature de la Colombie-Britannique
La 34e législature de la Colombie-Britannique a siégé de 1987 à 1991. Ses membres sont élus lors de l'élection générale de 1986 (en). Le Parti Crédit social de la Colombie-Britannique de Bill Vander Zalm forme un gouvernement majoritaire. Après la démission de Vander Zalm pour raison de conflits d'intérêts en 1991, Rita Johnston le remplace comme première ministre.
Le Nouveau Parti démocratique de la Colombie-Britannique (NPD) dirigé par Bob Skelly forme l'opposition officielle.
John Douglas Reynolds est président de l'Assemblée jusqu'en 1989. Il est remplacé par Stephen Rogers.

## Membre de la 34elégislature
| Député | Député                            | Circonscription              | Parti         |
| ------ | --------------------------------- | ---------------------------- | ------------- |
|        | Robert Evans Skelly               | Alberni                      | Néo-démocrate |
|        | Larry Guno                        | Atlin                        | Néo-démocrate |
|        | James J. (Jim) Hewitt             | Boundary-Similkameen         | Créditiste    |
|        | Ivan Charles Messmer              | Boundary-Similkameen         | Créditiste    |
|        | David Maurice Mercier             | Burnaby-Edmonds              | Créditiste    |
|        | James Barry Jones                 | Burnaby North                | Néo-démocrate |
|        | Elwood Neal Veitch                | Burnaby-Willingdon           | Créditiste    |
|        | Alexander Vaughan Fraser          | Cariboo                      | Créditiste    |
|        | T. Neil Vant                      | Cariboo                      | Créditiste    |
|        | Harry H. De Jong                  | Central Fraser Valley        | Créditiste    |
|        | Peter Albert Dueck                | Central Fraser Valley        | Créditiste    |
|        | John Jansen                       | Chilliwack                   | Créditiste    |
|        | Duane Delton Crandall             | Columbia River               | Créditiste    |
|        | Stanley Brian Hagen               | Comox                        | Créditiste    |
|        | Mark Willson Rose                 | Coquitlam-Moody              | Néo-démocrate |
|        | Graham Preston Bruce              | Cowichan-Malahat             | Créditiste    |
|        | Kenneth Walter Davidson           | Delta                        | Créditiste    |
|        | John Lawrence Savage              | Delta                        | Créditiste    |
|        | Johann Alvin Norman Jacobsen      | Dewdney                      | Créditiste    |
|        | Forbes Charles Austin Pelton      | Dewdney                      | Créditiste    |
|        | Munmohan Singh (Moe) Sihota       | Esquimalt-Port Renfrew       | Néo-démocrate |
|        | Claude Harry Richmond             | Kamloops                     | Créditiste    |
|        | Stuart Douglas Boland (Bud) Smith | Kamloops                     | Créditiste    |
|        | Kathleen Anne Edwards             | Kootenay                     | Néo-démocrate |
|        | Caroline Mary (Carol) Gran        | Langley                      | Créditiste    |
|        | Daniel George Peterson            | Langley                      | Créditiste    |
|        | Harold Long                       | Mackenzie                    | Créditiste    |
|        | John Massey Cashore               | Maillardville-Coquitlam      | Néo-démocrate |
|        | Laurence Dale Lovick              | Nanaimo                      | Néo-démocrate |
|        | David Daniel Stupich              | Nanaimo                      | Néo-démocrate |
|        | Howard Leroy Dirks                | Nelson-Creston               | Créditiste    |
|        | Anita Mae Joan Hagen              | New Westminster              | Néo-démocrate |
|        | Colin Stuart Gabelmann            | North Island                 | Néo-démocrate |
|        | Anthony Brummet                   | North Peace River            | Créditiste    |
|        | Angus Creelman Ree                | North Vancouver-Capilano     | Créditiste    |
|        | John (Jack) Davis                 | North Vancouver-Seymour      | Créditiste    |
|        | Brian Smith                       | Oak Bay-Gordon Head          | Créditiste    |
|        | Lyall Franklin Hanson             | Okanagan North               | Créditiste    |
|        | Larry Chalmers                    | Okanagan South               | Créditiste    |
|        | Clifford Jack Serwa               | Okanagan South               | Créditiste    |
|        | Jack Joseph Kempf                 | Omineca                      | Créditiste    |
|        | John Herbert (Jack) Heinrich      | Prince George North          | Néo-démocrate |
|        | William Bruce Strachan            | Prince George South          | Créditiste    |
|        | Arthur Daniel Miller              | Prince Rupert                | Néo-démocrate |
|        | Nick Loenen                       | Richmond                     | Créditiste    |
|        | William Vander Zalm               | Richmond                     | Créditiste    |
|        | Christopher D'Arcy                | Rossland-Trail               | Néo-démocrate |
|        | Mel Couvelier                     | Saanich and the Islands      | Créditiste    |
|        | Terry Huberts                     | Saanich and the Islands      | Créditiste    |
|        | Michael C. Clifford               | Shuswap-Revelstoke           | Créditiste    |
|        | David Fletcher Hewlett Parker     | Skeena                       | Créditiste    |
|        | John Sylverster (Jack) Weisgerber | South Peace River            | Créditiste    |
|        | Joan Kathleen Smallwood           | Surrey-Guildford-Whalley     | Néo-démocrate |
|        | Rita Margaret Johnston            | Surrey-Newton                | Créditiste    |
|        | William Earl Reid                 | Surrey-White Rock-Cloverdale | Créditiste    |
|        | Emery Oakland Barnes              | Vancouver Centre             | Néo-démocrate |
|        | Michael Franklin Harcourt         | Vancouver Centre             | Néo-démocrate |
|        | Glen David Clark                  | Vancouver East               | Néo-démocrate |
|        | Robert Arthur Williams            | Vancouver East               | Néo-démocrate |
|        | Grace Mary McCarthy               | Vancouver-Little Mountain    | Créditiste    |
|        | Douglas Lyle Mowat                | Vancouver-Little Mountain    | Créditiste    |
|        | Avril Kim Campbell                | Vancouver-Point Grey         | Créditiste    |
|        | Darlene R. Marzari                | Vancouver-Point Grey         | Néo-démocrate |
|        | Russell Gordon Fraser             | Vancouver South              | Créditiste    |
|        | Charles Stephen Rogers            | Vancouver South              | Créditiste    |
|        | Robin Kyle Blencoe                | Victoria                     | Néo-démocrate |
|        | Gordon William Hanson             | Victoria                     | Néo-démocrate |
|        | John Douglas Reynolds             | West Vancouver-Howe Sound    | Créditiste    |
|        | James Thomas Rabbitt              | Yale-Lillooet                | Créditiste    |

## Répartition des sièges
| Parti    | Parti         | Député(s) |
| -------- | ------------- | --------- |
|          | Crédit social | 47        |
|          | Néo-démocrate | 22        |
| Total    | Total         | 69        |
| Majorité | Majorité      | 25        |

## Élections partielles
Des élections partielles ont été tenues pour diverses autres raisons:
| Circonscription      | Député            | Parti         | Élection          | Motif                                            |
| -------------------- | ----------------- | ------------- | ----------------- | ------------------------------------------------ |
| Boundary-Similkameen | Bill Barlee       | Néo-démocrate | 8 juin 1988       | James J. Hewitt démissionne le 10 décembre 1987  |
| Alberni              | Gerard A. Janssen | Néo-démocrate | 19 novembre 1988  | Robert E. Skelly démissionne le 10 mai 1988      |
| Nanaimo              | Jan Pullinger     | Néo-démocrate | 15 mars 1989      | David D. Stuphich démissionne le 13 octobre 1988 |
| Vancouver-Point Grey | Tom Perry         | Néo-démocrate | 15 mars 1989      | Kim Campbell démissionne le 27 octobre 1988      |
| Cariboo              | David Zirnhelt    | Néo-démocrate | 20 septembre 1989 | Alexander V. Fraser meurt le 11 mai 1989         |
| Oak Bay-Gordon Head  | Elizabeth Cull    | Néo-démocrate | 13 décembre 1989  | Brian Smith démissionne le 15 novembre 1989      |

## Autre(s) changement(s)
- Jack Joseph Kempf quitte le caucus créditiste pour siéger comme Indépendant le 30 mars 1987. Il le réintègre le 25 juin 1990[5].
- Le 3 octobre 1989 Graham Bruce, Duane Delton Crandall, David Maurice Mercier et Doug Mowat quitte le caucus créditiste pour siéger comme Créditiste indépendant. Crandall réintègre le caucus créditiste le 24 janvier 1990. Bruce, Mercier et Mowat le suivent le 14 février[5].
- North Vancouver-Seymour: Jack Davis meurt le 27 mars 1991[5].
- Vancouver East: Robert Arthur Williams démissionne le 7 mai 1991[5].
- North Peace River: Anthony Brummet démissionne le 8 juin 1991[5].